# 青山新
青山 新（あおやま しん、本名非公表、2000年5月30日 - ）は、日本の演歌歌手。千葉県浦安市出身。所属事務所は芸映。所属レコード会社はテイチクエンタテインメント。

## 略歴
- 幼少期より祖母の影響で演歌に親しんでいた[1]。
- 中学時代に出場したカラオケ大会で音楽関係者の目に留まりスカウトを受ける。その後、作曲家・水森英夫に師事。デビューに向けて5年余りレッスンを受けた[2]。
- 2020年1月29日、デビューに先立ち、青山アイビーホールにて関係者へのお披露目会が催された[3][4][5]。
- 2020年2月5日、テイチクエンタテインメント創立85周年・芸映創立60周年記念アーティストとして、シングル「仕方ないのさ」でデビュー。オリコンチャート演歌・歌謡週間シングルランキング（2020年2月3日 - 2月9日）で初登場16位を記録[6]。デビュー当時のキャッチコピーは「歌にまっすぐな19歳!」。芸名「青山」の「青」は、所属事務所・芸映の青木社長の姓より一字譲り受けた。青々とした大きな山（目標）に、いつも新しい気持ちで向かっていけるようにとの願いが込められている[1]。
- 2022年4月1日、公式ファンクラブ『青山新・選組』発足[7]。
- 2022年5月8日、初の単独コンサート『ハイブリッドコンサート 青山新 ファースト〜新たなステージへ〜』が日本橋三井ホールで開催[8]。同年11月23日、コンサートの模様を収録したDVDをリリース[9]。
- 2024年4月7日、デビュー5周年記念コンサート『青山新 コンサート2024 〜ときめき〜』を日本橋三井ホールにて開催[10]。

## 人物
- 身長：170cm、体重：55kg
- 血液型：O型
- 趣味：サッカー、ギター演奏、絵を描くこと、書道、ビリヤードなど
- 特技：サッカー、模写
- 好きなスポーツ：サッカー、卓球
- 好きな食べ物：肉類、カニ、エビ、豚骨ラーメン
- 尊敬する歌手：八代亜紀、前川清、山本譲二、青江三奈

## ディスコグラフィ

### シングル
- 全てテイチクエンタテインメントからリリース。

| # | 発売日          | 曲順 | タイトル                 | 作詞         | 作曲       | 編曲       | オリコン 最高順位 | 規格品番                   |
| - | --------------- | ---- | ------------------------ | ------------ | ---------- | ---------- | ----------------- | -------------------------- |
| 1 | 2020年 2月5日   | 01   | 仕方ないのさ             | 麻こよみ     | 水森英夫   | 伊戸のりお | -                 | TECA-20001 (通常盤)        |
| 1 | 2020年 2月5日   | 02   | 青春プロローグ           | 岸かいせい   | 水森英夫   | 伊戸のりお | -                 | TECA-20001 (通常盤)        |
| 1 | 2020年 5月20日  | 02   | ズミの花                 | 麻こよみ     | 水森英夫   | 伊戸のりお | -                 | TECA-20032 (新緑盤)        |
| 2 | 2021年 2月3日   | 01   | 霧雨の夜は更ける         | 麻こよみ     | 水森英夫   | 伊戸のりお | 45位              | TECA-21007 (通常盤)        |
| 2 | 2021年 2月3日   | 02   | がまん桜                 | 麻こよみ     | 水森英夫   | 伊戸のりお | 45位              | TECA-21007 (通常盤)        |
| 2 | 2021年 7月21日  | 02   | 石楠花の雨               | 麻こよみ     | 水森英夫   | 伊戸のりお | 45位              | TECA-21036 (雨上がり盤)    |
| 3 | 2022年 2月2日   | 01   | 君とどこまでも           | 岸かいせい   | 水森英夫   | 石倉重信   | 24位              | TECA-22004 (通常盤)        |
| 3 | 2022年 2月2日   | 02   | 奥州三関                 | 麻こよみ     | 水森英夫   | 石倉重信   | 24位              | TECA-22004 (通常盤)        |
| 3 | 2022年 7月20日  | 02   | 迎えに来たよ             | 麻こよみ     | 水森英夫   | 石倉重信   | 24位              | TECA-22038 (新!装盤)       |
| 4 | 2023年 2月8日   | 01   | 女のはじまり             | 田久保真見   | 水森英夫   | 竹内弘一   | 22位              | TECA-23004 (通常盤)        |
| 4 | 2023年 2月8日   | 02   | どうにもならない恋だもの | 田久保真見   | 水森英夫   | 竹内弘一   | 22位              | TECA-23004 (通常盤)        |
| 4 | 2023年 7月19日  | 02   | あなた探して港町         | 麻こよみ     | 水森英夫   | 竹内弘一   | 22位              | TECA-23043 (快新撃盤)      |
| 5 | 2024年 2月21日  | 01   | 女がつらい               | 麻こよみ     | 水森英夫   | 伊戸のりお | 18位              | TECA-24006 (通常盤)        |
| 5 | 2024年 2月21日  | 02   | 夢の足跡                 | 麻こよみ     | 水森英夫   | 伊戸のりお | 18位              | TECA-24006 (通常盤)        |
| 5 | 2024年 6月12日  | 02   | 祭り道                   | 前田たかひろ | 水森英夫   | 伊戸のりお | 18位              | TECA-24019 (祭新盤)        |
| 5 | 2024年 10月16日 | 02   | 涙のひとり酒             | 麻こよみ     | 水森英夫   | 伊戸のりお | 18位              | TECA-24059 (以新伝心盤)    |
| 6 | 2025年 2月19日  | 01   | 身勝手な女               | 麻こよみ     | 水森英夫   | 伊戸のりお | 8位               | TECA-25008 (TYPE TOKYO)    |
| 6 | 2025年 2月19日  | 02   | TOKYOメトロブルース      | 所ジョージ   | 所ジョージ | 沼井雅之   | 8位               | TECA-25008 (TYPE TOKYO)    |
| 6 | 2025年 2月19日  | 02   | 青春迷い道               | 北村けいこ   | 水森英夫   | 伊戸のりお | 8位               | TECA-25009 (TYPE 青春)     |
| 6 | 2025年 2月19日  | 02   | 星空慕情                 | 麻こよみ     | 水森英夫   | 伊戸のりお | 8位               | TECA-25010 (TYPE 星空)     |
| 6 | 2025年 6月25日  | 02   | ひとすじに               | 麻こよみ     | 水森英夫   | 伊戸のりお | 8位               | TECA-25020 (TYPE ひとすじ) |

#### 配信限定シングル
| 発売日          | タイトル            | 作詞       | 作曲       | 編曲     |
| --------------- | ------------------- | ---------- | ---------- | -------- |
| 2024年 12月21日 | TOKYOメトロブルース | 所ジョージ | 所ジョージ | 沼井雅之 |

### 映像作品

#### ライブ
| 発売日         | タイトル                                       | 規格   | 規格品番   |
| -------------- | ---------------------------------------------- | ------ | ---------- |
| 2022年11月23日 | 青山新ファーストコンサート〜新たなステージへ〜 | DVD    | TEBE-50326 |
| 2024年9月25日  | ときめき                                       | DVD+CD | TEBE-77347 |

## 出演

### テレビ
- デビュー！ 青山 新〜歌にまっすぐな19歳、はじまる（2020年2月5日、歌謡ポップスチャンネル[12]） - 2019年11月にデビュー曲『仕方ないのさ』のMVが撮影された。その現場に密着取材した模様を中心に、青山の意気込みや関係者へのインタビューで構成された。※リピート放送あり
- バリはやッ!ZIP!（2020年2月19日、福岡放送） - ゲスト出演。初の生放送
- 青山新 ファースト〜新たなステージへ〜（2022年8月21日、チャンネル銀河）[13]※リピート放送あり

### ラジオ
- 夏木ゆたかのホッと歌謡曲（2020年2月4日、ラジオ日本） - ゲスト出演。初の生放送[14]
- 青山新の歌う青春一直線！（2020年4月2日 - 2022年9月24日、東海ラジオ放送） - 初のレギュラー番組。音楽番組『歌謡曲主義 26時の歌謡曲』木曜日のコーナー[15] → 2021年4月より『歌謡曲主義 〜暁〜』（土曜日28:30 - 28:45）に移動
- Music Palette♪（2020年10月18日（17日28時） - 、TBSラジオ） - 「私のプレイリスト」コーナー（月1回）レギュラー

### CM・広告
- ゴルモバ株式会社「MVNOサービス」『ゴルモバ』（2023年8月10日 - ） - イメージキャラクター就任[16]